# Carney, Irland
Carney (iriska: Fearann Uí Chearnaigh) är en ort i grevskapet Sligo i provinsen Connacht på Irland. Tätorten (settlement) Carney hade 395 invånare vid folkräkningen 2016.